# 韓大成
韓 大成（ハン・テソン／ハン・デソン、朝鮮語: 한대성、英語: Han Tae-song）は、朝鮮民主主義人民共和国（北朝鮮）から派遣されている外交官で、現在、同国の在ジュネーブ国際機関大使を務めている。
キャリア外交官として、イタリア、ギリシャ、スペイン、マルタに駐箚する外交使節団長を務めた。1992年、ジンバブエで在外勤務をしていた時分、彼はサイの角を違法に売買した咎で同国から追放された。
2017年に在スイス大使を拝命。同年9月、彼は自国を代表してアメリカ合衆国に対して脅迫的な言辞を吐いた。